# Hilton Tallinn Park
Hilton Tallinn Park est un hôtel situé dans le  district Kesklinn à Tallinn, en Estonie.

## Présentation
L'hôtel fait partie de la chaine Hilton Hotels & Resorts du groupe Hilton Worldwide. 
C'est le premier hôtel Hilton des pays baltes.
L'hôtel a été conçu par le cabinet d'architectes Meelis Press et l'intérieur de l'hôtel a été conçu par Vertti Kivi. L'hôtel dispose de 202 chambres.
L'hôtel a ouvert ses portes le 1er juin 2016.
Le propriétaire du bâtiment de l'hôtel est East Capital Baltic Property Fund III géré par East Capital, qui a acheté le bâtiment en 2016 pour 48 millions d'euros à Olympic Entertainment Group.
En face de l'hôtel, de l'autre côté de la rue, se trouve le parc de la police (Politsei Park).
Au premier étage du Hilton Tallinn Park se trouve le casino d'Olympic Entertainment Group.